# Command & Conquer: Red Alert 2
Command and Conquer: Red Alert 2 er et real-time strategy-computerspil, som foregår i Red Alert-universet. Spillet udkom i 2000 og fik i 2001 udvidelsen Yuri's Revenge.

## Personerne

### Allierede
Michael Dugan – USA's præsident. Spillet af Ray Wise.
General Carville – Højtrespekteret general inden for USA's hær, der kommer fra Texas. Spillet af Barry Corbin.
Special Agent Tanya Adams – USA's efterretningstjeneste bedste agent. Er en vital del i sejren over Sovjet både i Red Alert og Red Alert 2. Bliver spillet af Kari Wuhrer.
Professor Albert Einstein – Manden bag relativitetsteorien men så sandelig også manden der redder De Allierede fra total ødelæggelse af russerne. Einstein er også ansvarlig for at dræbe Hitler, så Stalin begynder 2. verdenskrig i stedet for. Også manden bag Kronosfæren. Spilles af Larry Gelman.
Løjtnant Eva Lee – Det er hende, du kommer til at støde mest på, hvis du vælger at være hærfører for de allierede. Hun vil guide dig gennem missionerne. Skønheden spilles af Athena Massey.

### Sovjet
Alexander Romanov – Sovjetunionens leder. Indleder et massivt overraskelsesangreb på USA, men bliver senere taget til fange, da Rusland taber 3. verdenskrig. Spilles af Nicholas Worth.
Yuri – Yuri besidder mystiske kræfter og kan med tanken forvandle hele byer til tankeløse slaver. Dog kommer han i problemer i løbet af krigen på grund af Tanya Adams. Spilles af Udo Kier.
Lt. Zofia – Hun vil briefe dig inden dine missioner, hvis du vil lede Sovjetunionen til verdensherredømmet.

## Nationer involveret
Ligesom i 1. og 2. verdenskrig havde hver side deres lande under dem. I RA2 har hvert land deres specielle våben o. lign.

### Allierede
USA – Faldskærmstropper
Frankrig – Store kanoner
Tyskland – Tankdestroyere
Storbritannien – Snigskytter
Korea – Black Eagle Jetfly

### Soviet
Rusland – Teslatanks
Cuba – Terrorister
Irak – Desolatorer
Libyen – Ødelæggelsestrucks

## Historien bag
Efter Sovjetunionens under Stalin sviende nederlag i "2. verdenskrig" startes den suverænt frygteligste krig. Den fredelige mand Romanov sættes af Vestens ledere på posten som leder af Sovjet. Han siger selv, at han er tilhænger af fred, men en fredelig dag, bryder 3. verdenskrig ud. Forberedelserne er mange. Da Mexico bryder ud i borgerkrig, sender Romanov fredstropper af sted, der senere skal bruges til en frygtelig ting.

### Fase 1 – Angrebet på USA
Sovjetunionen undlader at angribe Europa, og går i stedet efter dem der spolerede 2. verdenskrig for russerne, nemlig USA Fredstropperne fra Mexico brager over grænsen fra syd, samtidig med at mange storbyer i USA udsættes for regulær Blitzkrieg, og hurtigt er New York, Washington og andre storbyer lagt under Sovjet. Yuri, Sovjets stærkeste kort, bruger tankens kraft, og USA's atombomber bliver ødelagt, allerede inden de har forladt deres siloer. Præsident Dugan flygter til Canada, hvor han ser USA svinde mere og mere ind. Cubanerne angriber Florida og Chicago smadres totalt af en russisk atomar bombe. Så beder han desperat om hjælp fra Europæerne.

### Fase 2 – Europa indtræder, og krigslykken vender
Russerne ser dog ud til at have gjort mere ulykke, end de egentlig burde være i stand til, og England, Frankrig, Tyskland og andre Europæiske nationer indtræder i krigen. Da bliver Tanya vigtig. Kan hun smadre russernes missilsiloer ved den polske grænse, vil det gøre russerne ude af stand til at bombe den vej, og Tanya klarer det. Russernes nu tofrontskrig bliver altødelæggende for dem. Presset på USA mindskes, idet russerne også må tage kampen op med Europæerne. Samtidig indleder Korea et angreb på Vladivostok, men bliver tvunget tilbage. Men verden har vendt sig mod Sovjet.
Russerne bliver desperate, og angriber Pearl Harbor i håb om at kunne sætte dødelige angreb ind på USA's vestkyst, og de vinder også først slaget ved Oahu, men ved Kauai bliver de slået afgørende tilbage. Mens fronterne blev trukket mere og mere skarpt op, sender Sovjet næsten alt hvad der kan kravle og gå ind mod Missouri, men Tanya og hendes tropper slår, igen, Sovjet tilbage.
Imens opfinder Einstein flere og flere vigtige våben til USA, deriblandt Prismekanoner og Prismetanks. Sovjet var nu totalt fjernet fra næsten hele USA, kun få områder i Californien var stadig under deres kontrol.

### Fase 3 – Krig i Europa
Romanov bliver mere og mere desperat, da hele USA er tabt på gulvet, og beslutter sig for at angribe Europa. Men han bruger taktisk snilde, og i stedet for at angribe indover Europa og gå igennem Polen og Tyskland bruger han sine forbundsfæller, Irak og Iran og indleder et angreb op igennem Italien, og falder dermed Europæerne i ryggen. De når Paris, der bliver den næste russiske højborg. De bruger Eiffeltårnet som en gigantisk elektrisk strømleder, der gør angreb på byen umuligt. Så angriber de på den klassiske facon, og åbner endnu en front i Tyskland, hvor de indtager hele Sydtyskland (Berlin forbliver under de allieredes kontrol). I et massivt slag angriber de Einsteins laboratorier, men bliver nok en gang slået tilbage, og så er krigen reelt tabt.

### Fase 4 – Indtagelsen af Moskva
Einstein opfinder da en Kronosfære, der kan teleportere hele hære fra et sted til et andet. Men uheldigvis skal den være placeret perfekt i forhold til jordens magnetosfære for at ramme Moskva, og det præcise sted ligger på Florida Keys, lige syd for Cuba. De allierede indleder et slag af dimensioner og får til sidst Cuba ned med nakken. Så bygger Einstein sin Kronosfære, og Moskva bliver i et overraskelsesangreb overtaget. Så går det kun nedad bakke for russerne, der til sidst er slået totalt ud af verdenskontrol. Romanov fanges, men Yuri kan ingen finde.

## Moralsk modvind
Siden at spillet blev udgivet i 2000, og 11. september-angrebet ikke var særlig lang tid bagefter, kom spillet i stor modvind. I spillet skal man blandt andet ødelægge Pentagon og i en mission skal man også bygge en Psychic Beacon imellem World Trade Center-bygningerne. På spillets cover, da det blev frigivet var der et billede af New York under invasion, og i midten de to tårne. Westwood trak hurtigt alle spillene tilbage og udgav spillet i et nyt cover. Med den nye version blev monumenter i spillet også omdøbt, så for eksempel Eiffeltårnet blev navngivet "Det parisiske tårn" og Triumfbuen blev kaldt for "The arc of winning". Visse spillere af spillet var meget utilfredse med det og lavede selv patches, der retter alle navnene tilbage til det originale.

## Grafik
Spillets grafik er baseret på en opdateret udgave af Tiberian Sun's system.